# ファー・パーク
ファー・パーク（Fir Park）は、スコットランド・マザーウェルにあるサッカー専用スタジアム。1895年に開場し、マザーウェルFCがホームスタジアムとして使用している。

## 概要
完成は1895年。以来スコティッシュ・プレミアシップのマザーウェルFCの本拠地として利用されている。
スタジアムはアンバランスな外観をしており、1つの大きなスタンドと3つの小さな構造が対照的で、そのうちの1つはピッチの全長に達していない。
ピッチは英国で最高のピッチの1つと見なされており、2017–18シーズンのスコティッシュ・プレミアシップで最高レベルの評価を獲得した。芝の成長を促進するためのいくつかの照明器具の購入、会場の使用頻度を考慮して試行錯誤した結果である。
スコットランド女子代表が2015 FIFA女子ワールドカップ・欧州予選の会場として利用した事もある。

## ギャラリー

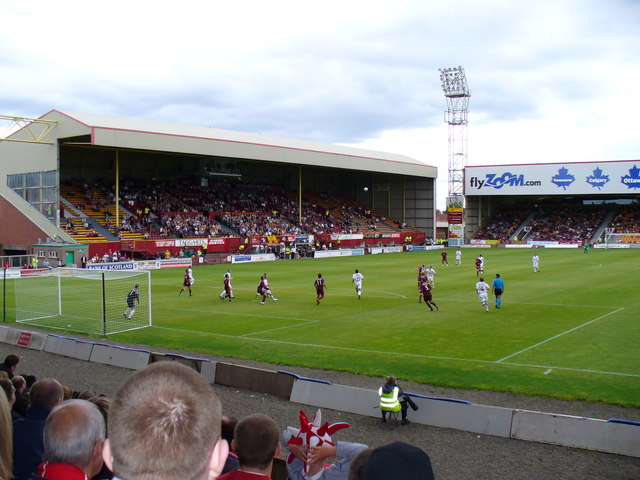
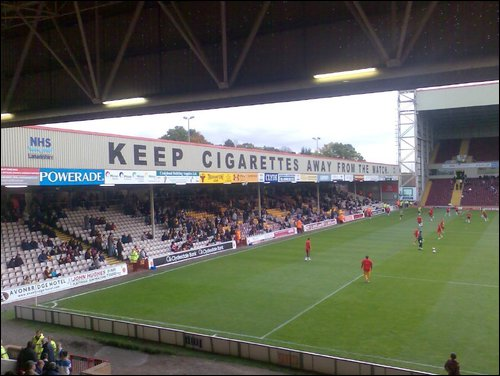
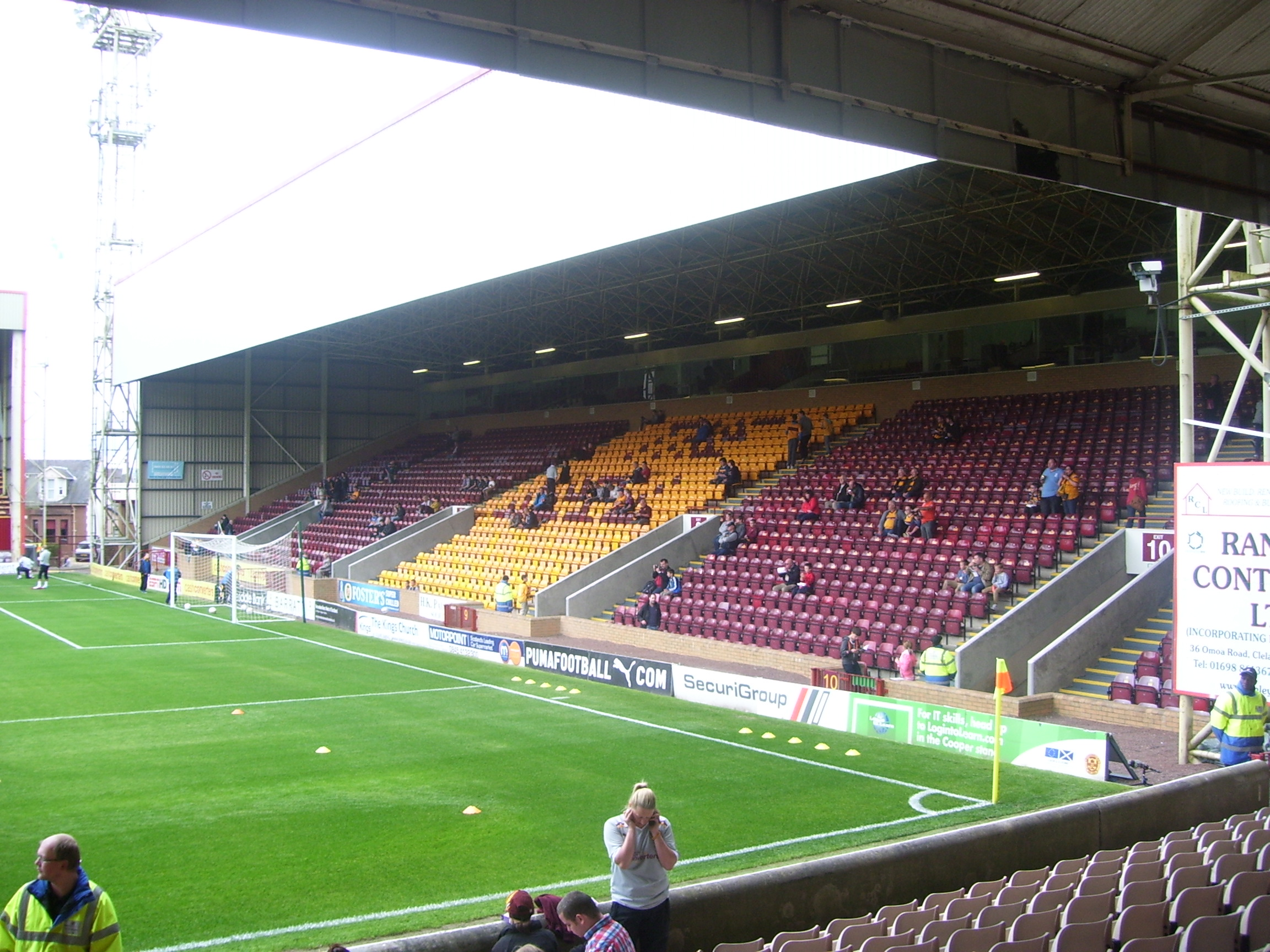
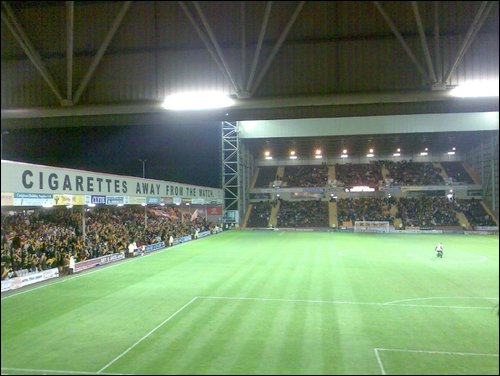